# Alberto Volpi
Alberto Volpi (* 9. Dezember 1962 in Saronno) ist ein ehemaliger italienischer Radrennfahrer und Trainer im Profiradsport. Er war zwischen 1984 und 1997 als Radprofi aktiv.

## Karriere
1982 wurde er Dritter im Etappenrennen Alpe–Adria. Nachdem Volpi 1982 und 1983 das Rennen Coppa Colli Briantei gewinnen konnte und 1984 jeweils Zweiter bei der Freccia dei Vini und im Gran Premio della Liberazione wurde, begann er beim Team Bianchi-Piaggio als Stagiaire. 1985 wechselte er als Profi zum Team Sammontana-Bianchi. Im ersten Jahr wurde Zehnter Giro d’Italia und gewann die Nachwuchswertung. Außerdem wurde Zweiter beim Giro dell’Appennino und Dritter beim Giro del Lazio. 1986 erreichte er einen zweiten Platz beim Giro del Veneto und Platz 4 beim Giro di Campania. 1987 wurde er erneut Zweiter beim Giro dell’Appennino und Neunter beim La Flèche Wallonne. 1988 wurde er Dritter beim Giro dell’Appennino und Vierter bei der Coppa Placci. 1989 siegte er im Etappenrennen Giro di Calabria belegte den dritten Platz beim Giro di Campania und den fünften Platz bei Mailand-Turin. 1991 konnte er mit Platz 6 bei der Lombardei-Rundfahrt und mit Platz 7 beim Gran Premio Città di Camaiore Top-Ten-Platzierungen vorweisen. Neben seinem Sieg beim Weltcup-Rennen bei den Leeds Classic konnte Volpi noch den dritten Platz bei der Clásica San Sebastián erzielen. 1994 standen am Ende der Saison Platz 4 beim Amstel Gold Race und Platz 6 beim Giro dell’Emilia zu Buche. 1995 und 1996 konnte er keine nennenswerte Ergebnisse erzielen mit Ausnahme von dem Etappensieg bei der Tour de France im Mannschaftszeitfahren, welches er mit seinem Team Gewiss-Ballan gewann. 1997 wurde beim Grand Prix Chiasso nochmals Zweiter, belegte beim Giro d’Italia nochmals Platz 6 und beendete er seine Profikarriere als Fahrer am Ende der Saison.
Bereits 1998 begann Volpi seine Trainertätigkeit beim Team Asics-CGA. Volpi wechselt mehrmals die Teams und ist seit 2024 beim Team Ukyo als Trainer beschäftigt.

## Erfolge
1985
- Nachwuchswertung Giro d’Italia
- Gran Premio Città di Camaiore

1989
- Gesamtwertung und eine Etappe Giro di Calabria

1993
- Leeds Classic

1995
- eine Etappe MZF Tour de France

1997
- eine Etappe Volta ao Alentejo

## Grand-Tour-Platzierungen
| Grand Tour            | 1985 | 1986 | 1987 | 1988 | 1989 | 1990 | 1991 | 1992 | 1993 | 1994 | 1995 | 1996 | 1997 |
| --------------------- | ---- | ---- | ---- | ---- | ---- | ---- | ---- | ---- | ---- | ---- | ---- | ---- | ---- |
| Giro d’ItaliaGiro     | 10   | DNF  | 23   | 19   | DNF  | 38   | –    | 29   | 24   | 35   | 45   | DNF  | 17   |
| Tour de FranceTour    | –    | –    | –    | –    | DNF  | 74   | –    | –    | –    | –    | 65   | –    | –    |
| Vuelta a EspañaVuelta | –    | –    | –    | –    | –    | –    | DNF  | –    | –    | –    | –    | –    | –    |

## Monumente-des-Radsports-Platzierungen
| Monument                 | 1984 | 1985 | 1986 | 1987 | 1988 | 1989 | 1990 | 1991 | 1992 | 1993 | 1994 | 1995 | 1996 | 1997 |
| ------------------------ | ---- | ---- | ---- | ---- | ---- | ---- | ---- | ---- | ---- | ---- | ---- | ---- | ---- | ---- |
| Mailand–Sanremo          | –    | 84   | 12   | –    | –    | –    | 45   | –    | 154  | 51   | 64   | 46   | 137  | –    |
| Lüttich–Bastogne–Lüttich | –    | –    | –    | 32   | 64   | 11   | 21   | 81   | –    | 14   | 27   | 36   | –    | 65   |
| Lombardei-Rundfahrt      | 19   | –    | –    | 22   | 22   | 12   | 26   | 6    | 44   | –    | 19   | –    | –    | 44   |